# Johann Georg Friedrich Franz

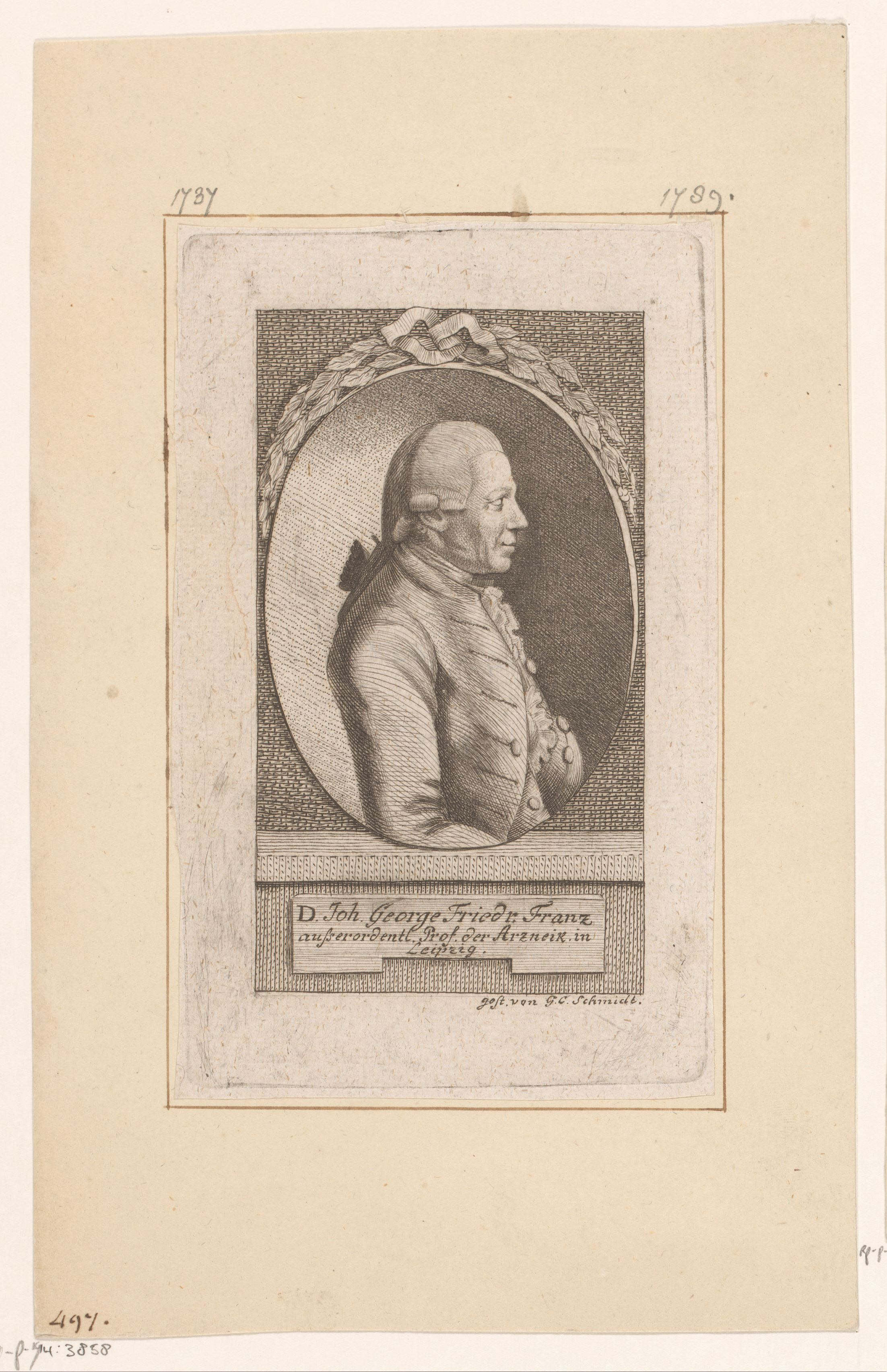
Johann Georg Friedrich Franz

Johann Georg Friedrich Franz (* 8. Mai 1737 in Leipzig; † 14. April 1789 ebenda) war ein deutscher Arzt.

## Leben
Franz lernte an der Thomasschule zu Leipzig. Er studierte dann zunächst Theologie und Philosophie an der Universität Leipzig und konnte dieses Studium 1761 mit der Promotion zum „Dr. phil.“ abschließen. Anschließend begann er ein Medizinstudium, das er 1778 ebenfalls mit der Promotion beendete. 1781 wurde Franz zum außerordentlichen Professor der Medizin an der Universität Leipzig ernannt. Außerdem verfasste er theologische, philosophische, medizinische und medizinhistorische Schriften.
Am 12. Januar 1788 wurde Franz als Mitglied der Kaiserlich Leopoldinisch-Carolinischen Deutschen Akademie der Naturwissenschaftler (Leopoldina) mit dem Cognomen Panthemus III. aufgenommen.

## Werke
- Das galante Leipzig oder politische und moralische Betrachtungen welche ein reisender Cavalier über die ihm in Leipzig begegneten Vorfallenheiten gemacht. (1768)
- Ist es rathsam besondere Prediger zu berufen, welche gerichtlich Gefangenen die Wahrheiten der Religion vortragen müssen. (1769)
- Das nach der Moral beschriebene Galante Leipzig in den seltsamen Begebenheiten. (1769)
- Pragmatische Handlungs-Geschichte der Stadt Leipzig, worinnen der Ursprung, das Wachstum, die Ursachen und die Veränderungen der Handlung ... beschrieben werden. (1772)
- Vermischte Aufsätze über die körperliche Erziehung der Kinder. (1773)
- Erotiani, Galeni et Herodoti glossaria in Hippocratem. (1780)
- Ausführliche Geschichte der Hunde von ihrer Natur verschiedenen Arten. Erziehung, Abrichtung, Krankheiten u. pharmacevt. Gebrauch. (1781)
- Versuch einer Geschichte der Physiognomik und der damit verbundenen Wissenschaften. 1784.